# Ferenc Ficza

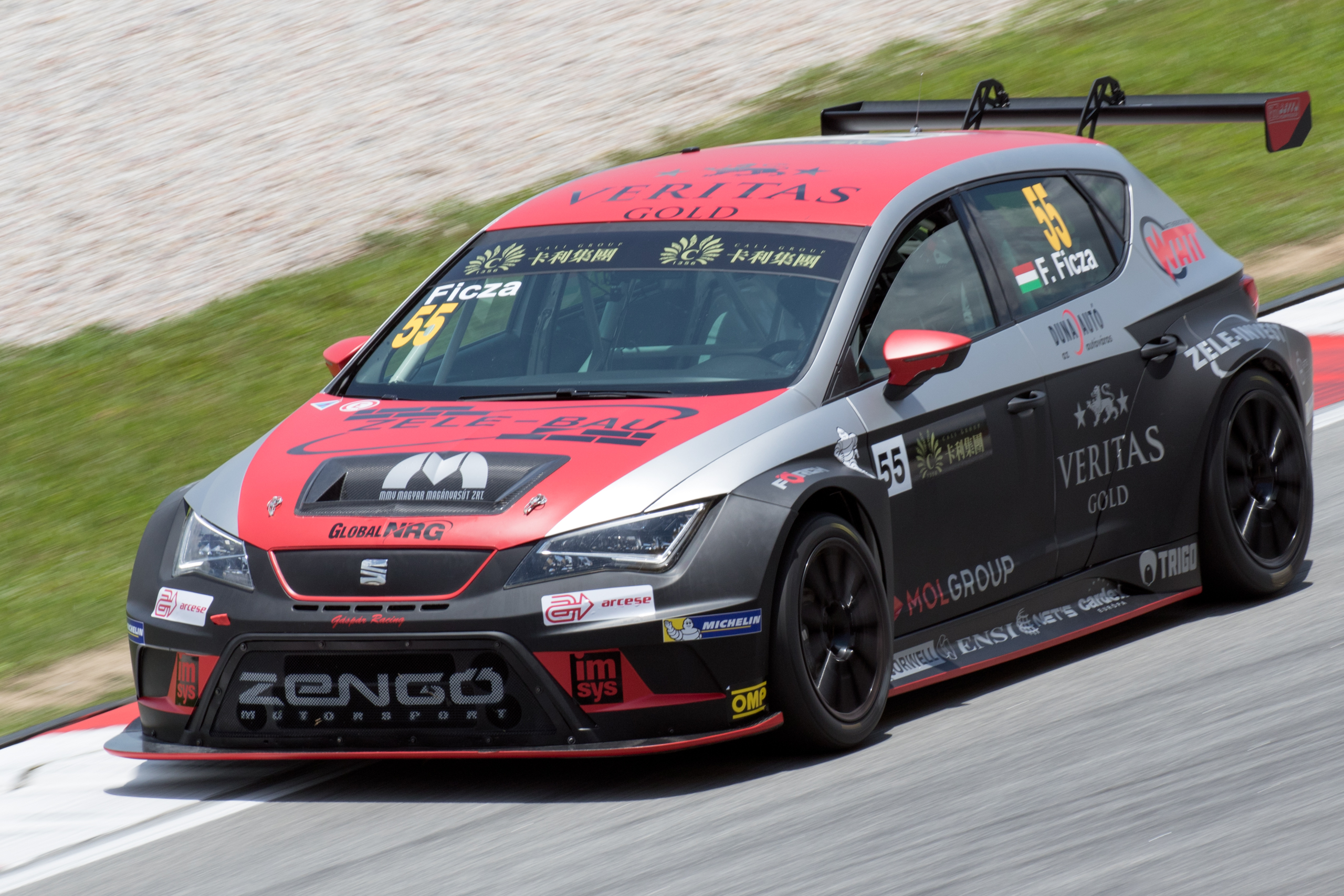
Ferenc Ficza in de TCR International Series op het Sepang International Circuit in 2015.

Ferenc Ficza Jr. (Szekszárd, 13 mei 1996) is een Hongaars autocoureur.

## Carrière
Ficza begon zijn autosportcarrière in 2008 in het Hungarian Touring Car Championship. In 2009 stapte hij over naar de Hongaarse Suzuki Bio Cup in 2009, een kampioenschap dat hij in 2010 winnend afsloot.
In 2012 maakte Ficza zijn debuut in de Super 2000-klasse van de European Touring Car Cup voor het team XFX Unicorse in een Alfa Romeo 156. In zijn eerste race op het Autodromo Nazionale Monza stond hij al direct op het podium, maar halverwege het seizoen verliet hij het team en eindigde als achtste in het kampioenschap met 19 punten.
In 2013 keerde Ficza terug in de ETCC, maar stapte over naar het team Zengő Motorsport in de Single-Makes Trophy in een Seat León Supercopa. Tijdens het laatste raceweekend op het Automotodrom Brno stond hij twee keer op het podium om als achtste in het kampioenschap te eindigen met 29 punten.
In 2014 stapte Ficza over naar de hernieuwde Seat Leon Eurocup, waarbij hij uitkwam voor het team Gaspar Racing. Hij behaalde zijn eerste overwinning in een internationaal touring car-kampioenschap op Silverstone en met drie andere podiumplaatsen werd hij zesde in de eindstand met 51 punten.
In 2015 maakte Ficza de overstap naar de nieuwe TCR International Series, waar hij voor Zengő Motorsport uitkwam in een Seat León Cup Racer. Hij reed enkel in het eerste raceweekend op het Sepang International Circuit, waar hij de races als negende en tiende eindigde om als 35e in het kampioenschap te eindigen met 3 punten. Later dat jaar keerde hij terug naar de Single-Makes Trophy in de ETCC, waar hij ook voor Zengő uitkwam. Tijdens het eerste raceweekend op de Hungaroring, zijn thuisrace, eindigde hij de races als eerste en tweede, maar na afloop van het tweede raceweekend verliet hij het kampioenschap, dat hij met 18 punten als zevende afsloot.
In 2016 maakt Ficza zijn debuut in het World Touring Car Championship voor Zengő in een Honda Civic WTCC.